# 五所川原警察署
五所川原警察署（ごしょがわらけいさつしょ）は、青森県警察が管轄する警察署の一つである。

## 管轄区域
- 五所川原市
- 北津軽郡
  - 鶴田町
  - 中泊町

## 所在地
- 五所川原警察署
  - 青森県五所川原市字栄町6番地1

## 沿革
- 1875年：第5大区警察出張所として発足
- 1877年2月13日[1]：木造警察署五所川原分署となる
- 1880年：五所川原警察署に昇格
- 1948年：警察制度改革により、五所川原、金木、板柳、鶴田の各町に自治体警察が設置される
- 1954年：県警察発足に伴い、五所川原警察署となる。
- 2006年：金木警察署を統合し、五所川原警察署金木分庁舎となる。
- 2020年：五所川原警察署金木分庁舎から、五所川原警察署金木交番となる。

## 組織
- 警務課
  - 警務係
  - 広聴・相談係
  - 犯罪被害者支援係
  - 留置管理係
- 会計課
  - 会計係
- 生活安全課
  - 生活安全係
- 地域課
  - 地域係
  - 自動車警ら係
- 刑事課
  - 刑事第一係
  - 刑事第二係
  - 鑑識係
- 交通課
  - 指導取締係
  - 事故捜査係
  - 規制係
  - 免許係
- 警備課
  - 警備係

## 交番・駐在所
括弧内は所在地を表す。

### 五所川原市

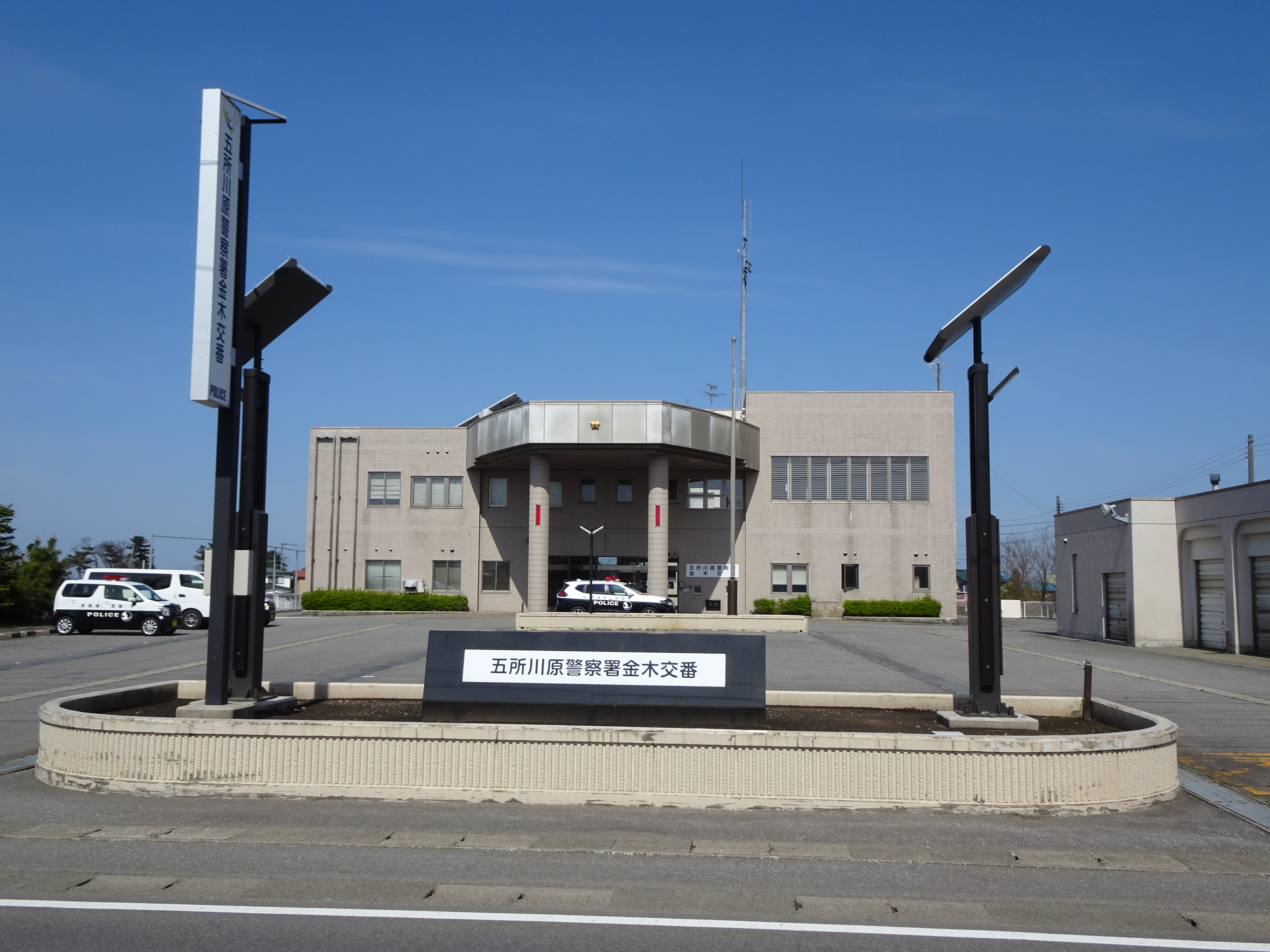
金木交番

- エルムの街交番（五所川原市大字唐笠柳字藤巻517-1、栄・松島団地・松島・梅沢警察官駐在所を統合）
- 五所川原駅前交番（五所川原市字東町9-5）
- 金木交番（五所川原市金木町芦野216-89）
- 相内警察官駐在所（五所川原市相内岩井81-106）
- 飯詰警察官駐在所（五所川原市大字飯詰字桜田34-11）
- 喜良市警察官駐在所（五所川原市金木町喜良市字千苅207）
- 西部警察官駐在所（五所川原市大字川山字森内37-8）
- 七和警察官駐在所（五所川原市大字羽野木沢字隈無32-1）

### 鶴田町
- 鶴田警察官駐在所（北津軽郡鶴田町大字鶴田字相原71-9）
- 水元警察官駐在所（北津軽郡鶴田町大字廻堰字上桂井22-8）

### 中泊町
- 内潟警察官駐在所（北津軽郡中泊町大字薄市字玉清水21-62）
- 小泊警察官駐在所（北津軽郡中泊町大字小泊字砂山1187）
- 中里警察官駐在所（北津軽郡中泊町大字中里字紅葉坂18-3）